# Diedrich Bader
Karl Diedrich Bader (Alexandria, 24 dicembre 1966) è un attore e produttore cinematografico statunitense.

## Biografia
Figlio dell'assistente d'affari William B. Bader e della scultrice Gretta Lange, dal 1998 è sposato con l'attrice Dulcy Rogers da cui ha avuto due figli, Sebastian (2003) e Ondine (2005). Nel 2018 prende parte al doppiaggio di Peng e i due anatroccoli.

## Filmografia parziale

### Attore

#### Cinema
- A Beverly Hills... signori si diventa (The Beverly Hillbillies), regia di Penelope Spheeris (1993)
- Impiegati... male! (Office Space), regia di Mike Judge (1999)
- The Country Bears - I favolorsi (The Country Bears), regia di Peter Hastings (2002)
- Napoleon Dynamite, regia di Jared Hess (2004)
- EuroTrip, regia di Jeff Schaffer (2004)
- Miss F.B.I. - Infiltrata speciale (Miss Congeniality 2: Armed and Fabulous), regia di John Pasquin (2005)
- 3ciento - Chi l'ha duro... la vince (Meet the Spartans), regia di Jason Friedberg e Aaron Seltzer (2008)
- Supercuccioli nello spazio (Space Buddies), regia di Robert Vince (2009)
- Mordimi (Vampires Suck), regia di Jason Friedberg e Aaron Seltzer (2010)
- Angry Games - La ragazza con l'uccello di fuoco (The Starving Games), regia di Jason Friedberg e Aaron Seltzer (2013)

#### Televisione
- Willy, il principe di Bel-Air (The Fresh Prince of Bel-Air) - serie TV, episodio 6x02 (1991)
- Detective Monk (Monk) – serie TV, episodio 6x03 (2007)
- Bones – serie TV, 3 episodi (2009-2010)
- Medium – serie TV, episodio 6x14 (2010)
- Chuck – serie TV, episodio 3x09 (2010)
- Outsourced – serie TV, 22 episodi (2010-2011)
- Save Me – serie TV, 7 episodi (2013)
- Due uomini e mezzo (Two and a Half Men) - serie TV, 1 episodio (2014)
- Space Force - serie TV (2020-2022)
- Creature Commandos - serie animata (2024-in corso) – Nanaue / King Shark

### Doppiatore
- Bartok il magnifico (Bartok the Magnificent), regia di Don Bluth e Gary Goldman (1999)
- I Simpson - serie animata, 1 episodio (2000)
- Buzz Lightyear da Comando Stellare - Si parte! (Buzz Lightyear of Star Command: The Adventure Begins), regia di Tad Stones (2000)
- L'era glaciale (Ice Age), regia di Chris Wedge e Carlos Saldanha (2002)
- Kim Possible – serie animata, 3 episodi (2002-2007)
- Bolt - Un eroe a quattro zampe (Bolt), regia di Byron Howard e Chris Williams (2008)
- I pinguini di Madagascar (The Penguins of Madagascar) – serie animata, 9 episodi (2009-2012)
- Zampa e la magia del Natale (2010)
- Napoleon Dynamite – serie animata, 6 episodi (2012)
- Scooby-Doo e la maschera di Blue Falcon (Scooby-Doo! Mask of the Blue Falcon), regia di Michael Goguen (2012)
- Mostri contro alieni – serie animata, 26 episodi (2013-in corso)
- Rapunzel - La serie (Tangled: The Series) - serie animata (2017-2020)

## Doppiatori italiani
Nelle versioni in italiano delle opere in cui ha recitato, Diedrich Bader è stato doppiato da:
- Stefano Benassi in Willy, il principe di Bel-Air, A Beverly Hills... signori si diventa, Detective Monk
- Saverio Indrio in CSI: Miami[1], Angry Games - La ragazza con l'uccello di fuoco, American Housewife
- Simone Mori in Star Trek - The Next Generation, Jay e Silent Bob - Ritorno a Hollywood
- Roberto Draghetti in Napoleon Dynamite, Mordimi
- Sonia Scotti in A Beverly Hills... signori si diventa (nei panni di una donna)
- Massimo Lopez in Il pericolo è il mio mestiere
- Andrea Ward in Impiegati... male!
- Teo Bellia in Jay & Silent Bob... Fermate Hollywood!
- Oreste Baldini in Miss FBI: Infiltrata speciale
- Fabrizio Russotto in Bones
- Alberto Caneva in Balls of Fury
- Adriano Giannini in 3ciento - Chi l'ha duro... la vince
- Gaetano Varcasia in CSI - Scena del crimine
- Gerolamo Alchieri in Supercuccioli nello spazio
- Carlo Scipioni in Chuck
- Roberto Pedicini in Outsourced
- Enzo Avolio in Psych
- Luigi Ferraro in Due uomini e mezzo
- Dario Oppido in Rush Hour
- Massimo Bitossi in Veep - Vicepresidente incompetente
- Ruggero Andreozzi in Better Things
- Riccardo Lombardo in Running Point

Da doppiatore è sostituito da:
- Roberto Draghetti in Bartok il magnifico, Lloyd nello spazio, Brutti e cattivi, Boog & Elliot 2
- Riccardo Rossi in Zampa e la magia del natale, Zampa 2 - I cuccioli di Natale
- Stefano Alessandroni in BoJack Horseman, Masters of the Universe: Revelation
- Fabrizio Manfredi in Hercules
- Saverio Indrio in Buzz Lightyear da comando stellare: Si parte!
- Paolo Lombardi in L'era glaciale
- Neri Marcorè in I Simpson
- Luca Ward in Surf's Up - I re delle onde
- Mario Cordova in Bolt - Un eroe a quattro zampe
- Vittorio Di Prima in The Country Bears - I favolorsi
- Marco Balzarotti in Batman: The Brave and the Bold
- Guido Di Naccio in Scooby-Doo e la maschera di Blue Falcon
- Gaetano Varcasia in Mostri contro alieni
- Mauro Magliozzi in Rapunzel - La serie
- Massimo Bitossi in Superman: Red Son
- Fabrizio Picconi in Big Hero 6 - La serie